# José Donoso Lizama
José Adán Donoso Lizama (San Vicente de Tagua Tagua, 13 de febrero de 1930 - 27 de mayo de 2023) fue un futbolista chileno, que jugaba en la posición de portero. Formó parte del plantel campeón de Palestino en 1955.

## Trayectoria
Hizo las inferiores en Ferroviarios, y en 1949 consiguió el subcampeonato nacional amateur en La Serena con la selección de Santiago. De ahí pasó a Audax Italiano, en donde fue suplente de Daniel Chirinos. En 1953 pasó a formar parte de Palestino hasta su retiro a mediados de los años 1960. En el cuadro árabe conquistó el Campeonato Nacional de 1955.
Donoso reforzó a Colo-Colo en su gira a Lima, Perú en 1958, y formó parte del plantel de Palestino en la gira a Centroamérica en 1959.
En 1965 formó parte del tercer directorio del Sindicato de Futbolistas Profesionales.

## Clubes
| Club           | País  | Año         |
| -------------- | ----- | ----------- |
| Audax Italiano | Chile | 1950 - 1952 |
| Palestino      | Chile | 1953 - 1967 |

## Palmarés

### Títulos nacionales
| Título                    | Club      | País  | Año  |
| ------------------------- | --------- | ----- | ---- |
| Primera División de Chile | Palestino | Chile | 1955 |